# Alvis Leonides
Le Alvis Leonides est un moteur radial à neuf cylindres, développé à partir de 1936 par Alvis, société britannique basée à Coventry. Le Alvis Leonides Major est sa version à quatorze cylindres. 

## Historique
La société Alvis, constructeur de voitures de luxe, crée en 1935 une division consacrée aux moteurs d'avions. Un accord de licence est signé avec l'entreprise française Gnome et Rhône, donnant à Alvis le droit d'exploiter les plans du moteur Gnome et Rhône 14N. Une version du 14N est développée sous le nom Alvis Pelides. Un travail considérable est mené pour adapter le moteur à la production en Grande-Bretagne : les plans sont modifiés pour adopter des filetages de vis, des billes de roulements, des goupilles, etc, standards dans le pays, donc conçus selon le système impérial. Les essais au banc commencent en 1936. Alvis prévoit de commencer aussi à développer une version à 18 cylindres, nommée Alcides, similaire au 18N français.
Le Leonides est développé comme moteur complémentaire du Pelides, utilisant la même technologie générale, mais plus petit. Il n'a que neuf cylindres, plus petits que ceux du 14N (course x alésage 112x122 mm, contre 165 x 146), et se situe dans la classe 500 chevaux. Un accord est conclu avec le constructeur aéronautique Airspeed, et les essais en vol du Leonides commencent en 1938, sur K3183, un Bristol Bulldog modifié par Airspeed pour les essais moteurs, ce même appareil a aussi été utilisé pour les essais d'autres moteurs, comme le Napier Rapier.
Avec le déclenchement de la seconde guerre mondiale, ces projets ne sont pas jugés prioritaires, et sont fortement ralentis. Pendant toute la durée de la guerre, Alvis produit des pièces pour le Rolls-Royce Merlin, un moteur bien plus important militairement.
La guerre terminée, Alvis reprend son programme de développement. Si les Pelides et Alcides ne sont jamais produits en série, le Leonides connait lui, un certain succès commercial. Il donne aussi naissance à une version à 14 cylindres nommée Leonides Major. Alvis voit surtout un grand avenir dans le marché des hélicoptères et adapte avec succès son moteur à leurs besoins spécifiques. Cependant, les turbomoteurs deviennent rapidement les moteurs favoris pour les hélicoptères, offrant un rapport puissance/poids deux ou trois fois plus élevés. Le dernier Leonides sort d'usine en 1965, c'est le dernier gros moteur à piston aéronautique produit en Grande-Bretagne. Alvis en assure la maintenance jusqu'en 1988.

## Caractéristiques
Le moteur est construit en alliage d'aluminium (carter et têtes de cylindres) et en acier (flancs des cylindres). Chaque cylindre possède deux soupapes, la distribution étant gérée par un disque à cames  (jouant le même rôle que l'arbre à came d'un moteur en ligne). La soupape d'échappement bénéficie d'un refroidissement par évaporation de sodium. Pour l'allumage, il y a deux bougies par cylindre, gérées par deux magnétos redondants. Le moteur est suralimenté par un compresseur centrifuge à l'arrière du moteur relié au vilebrequin via un train épicycloïdal. L'hélice est entrainée par un autre train épicycloïdal, réducteur celui-là.
Les versions pour hélicoptères possèdent une soufflante pour augmenter le flux d'air de refroidissement (le moteur ne bénéficiant pas du même flux d'air que sur un avion).

## Applications

### Avions
Plusieurs constructeurs adoptent le Leonides sur des avions produits en série : 
- Percival Prince (en) et sa version militaire Pembroke, petits bimoteurs de transport.
- Hunting Percival Provost, avion d'entrainement standard de la RAF au cours des annés 50 et 60.
- Scottish Aviation Pioneer (en) (monomoteur) et Scottish Aviation Twin Pioneer (en) (bimoteur), avions utilitaires à décollage et atterrissage court.

À cela s'ajoutent des avions restés à l'état de prototypes, comme l'élégant avion de ligne quadrimoteur italien Agusta A.Z.8 (it).

## Hélicoptères
- Bristol Sycamore[9]
- Westland WS-51 Dragonfly (en) et ses dérivés[10]

### Le Fairey Gyrodyne
Un gyrodyne est un aéronef doté d'un rotor, capable de basculer entre le mode de fonctionnement de l'hélicoptère (le rotor est actionné mécaniquement) et celui d'un autogyre (une ou des hélices assurent la propulsion horizontale, et le rotor tourne de façon passive). L'entreprise Fairey utilise le Leonides sur deux gyrodynes expérimentaux. Le Fairey FB-1 Gyrodyne (en) (1947) utilise une transmission entièrement mécanique. Le Fairey Jet Gyrodyne (en) (1954) utilise un principe différent, utilisé ensuite sur le plus massif Rotodyne : le moteur Leonides produit de l'air comprimé (en actionnant deux compresseurs prélevés sur des Rolls Royce Merlin) qui est acheminée dans le rotor et éjecté en bout de pale.

### Aéroglisseur
Le Saunders-Roe Nautical 1, premiers des aéroglisseurs de Saunders-Roe, utilise un Leonides 1C de 435 CV, qui alimente le coussin d'air.